# Wismut Objekt 03
Das Objekt 03 war ein Gewinnungsobjekt der Wismut AG und als selbstständige Struktureinheit direkt der Hauptverwaltung unterstellt. Das Grubenfeld des Objektes 03 im Raum Schneeberg hatte eine Ausdehnung von ca. 8 km² und wurde durch 2 Hauptstolln, den Fürstenstolln und Marx-Semler-Stolln, sowie 16 Hauptschächte erschlossen. Das Objekt 03 umfasste das bereits durch den historischen Bergbau erschlossene Schneeberger Grubenfeld. Die größte Teufe im Grubenfeld wurde mit 372,64 m unter der Tagesoberfläche auf der 155-Lachter-Sohle im Schacht Weißer Hirsch erreicht, das entspricht ca. 67 m ü. NN. Alle Teufenangaben beziehen sich auf die Altbergbausohlen, die im Einfallen des jeweiligen Schachtes gemessen und in Lachtern angegeben wurden. Bezugspunkt dieser Angabe war in den meisten Fällen der Hauptstolln des Grubenreviers. Die Wismut teufte zu den bereits bestehenden Schächten noch 11 weitere Schächte. Bei Neuauffahrungen wurde die Teufe mit −m unter der Sohle des jeweiligen unterfahrenen Hauptstollns angegeben. Die gesamte Uranproduktion des Objektes 03 belief sich zwischen 1946 und 1956 auf 209,7 t.

## Historischer Bergbau

### Zwischen dem 14. und dem 19. Jahrhundert
Der Beginn des Bergbaus in Schneeberg ist nicht genau bekannt. Erstmals erwähnt wurde er im Jahre 1316. Gesucht und abgebaut wurden Eisen, Zinn, Kupfer und Wismut. Die erste Silbergrube im heutigen Stadtgebiet wurde in einer Urkunde vom 18. Dezember 1453 erwähnt. Im Zuge der Verleihung eines Erbstollns wurde am 26. Januar 1467 auch die Alte Wismutzeche mit zwei Wehr an Römer und Federangel verliehen. Das deutet auf einen älteren Bergbau auf Wismut hin. Die genaue Verwendung der Wismuterze ist nicht sicher, aber höchstwahrscheinlich wurde das daraus gewonnene Metall als Legierungsbestandteil des Metalls beim aufkommenden Buchdruck mit beweglichen Lettern genutzt. Verwendet wurde es auch als Lasur in Zinngefäßen und zur Malerei.
Das erste Silbererz wurde in der Neuen Fundgrube gewonnen, die Luciae 1470 fündig wurde und 118 Mark (27,6 kg) Silber lieferte. Nach den ersten beiden Silberfunden in der Neuen Fundgrube in den Jahren 1472 und 1474 mit einer Menge von jeweils ca. 8.000 kg Silber erfolgte im Jahr 1477 der „Große Silberfund“ im Feld der Alten Fundgrube. Hier wurden ca. 14.000 kg Silber abgebaut. Insgesamt wurden in diesem Bereich innerhalb von 10 Jahren etwa 75.000 kg Silber gefördert.
Nachdem Peter Weidenhammer etwa im Jahr 1520 der Produktion von Safflor zum Durchbruch verholfen hatte, und Christoph Schürer um 1540 der Herstellung von Kobaltglas, wurde das Kobalt ein wichtiges Fördererz und überstieg ab dem Jahr 1575 sogar den Wert des im Revier geförderten Silbers.

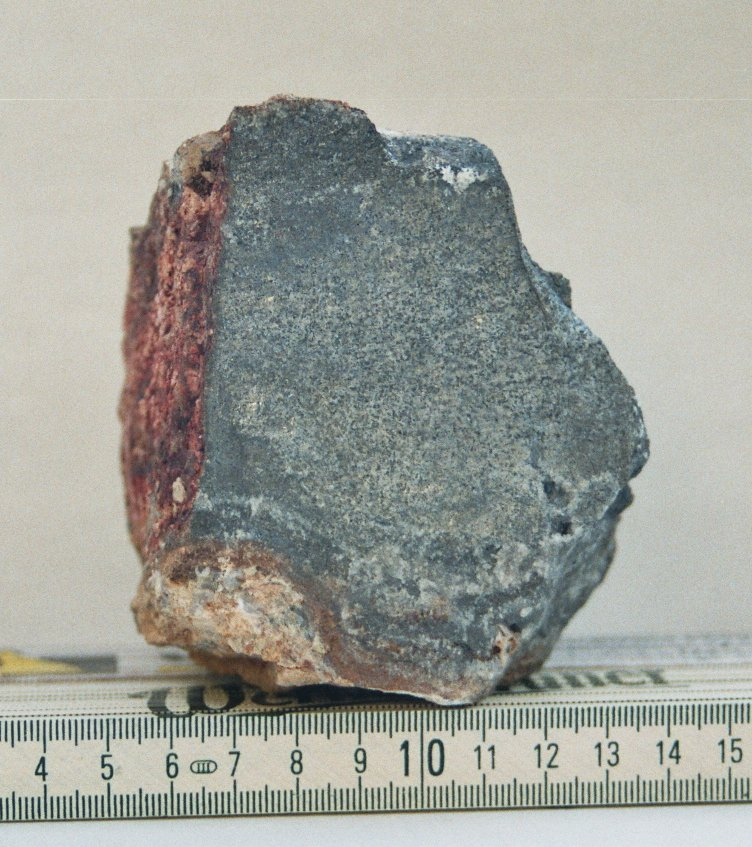
Kobalterz aus Schneeberg

Andere im Schneeberger Revier vorkommende Erze spielten lange Zeit keine Rolle. Erst mit der Erfindung des Neusilbers im Jahr 1823 durch den Schneeberger Arzt Ernst August Geitner wurde auch das im Revier reichlich vorhandene Nickelerz für den Abbau interessant. Der Bergbau drang schnell weiter in die Teufe vor. So soll die Fundgrube Rappold schon im Jahr 1503 eine Teufe von 200 m erreicht haben. Diese Entwicklung erforderte die frühzeitige Planung und Anlage von Entwässerungsstolln. Der im Jahr 1481 erstmals erwähnte Fürstenstolln bringt eine Saigerteufe zwischen 50 m am Schacht Weißer Hirsch und 118 m bei Wolfgang Maaßen in das Revier ein. Das nicht erhaltene Mundloch des Fürstenstollns befand sich am heutigen Zechenplatz auf einer Höhe von 380 m über NN. Der wahrscheinlich ab dem Jahr 1484 begonnene Marx-Semler-Stolln brachte im Revier eine Saigerteufe zwischen 87 m am Schacht Weißer Hirsch und 182 m bei Wolfgang Maaßen ein. Das Mundloch des Marx-Semler-Stollns befindet sich an der Zwickauer Mulde bei 323,3 m über NN. Für das im Hintergebirge liegende Revier war noch der Griefner Stolln mit seinem bei 487,20 m NN liegenden Mundloch an der Fundgrube Morgenstern von Bedeutung. Er wurde im Jahr 1487 begonnen und brachte bei Wolfgang Maaßen eine Saigerteufe von 36 m ein.
Zum ersten Mal wurde im Jahr 1772 über Uranfunde im Namen Jesus Stolln berichtet. Von diesem Zeitpunkt an wurden Uranerze zum Verkauf als Schaustufen gewonnen. Pechblendefunde wurden mit Sicherheit seit Beginn des Schneeberger Bergbaues gemacht. Da man für dieses Erz keine Verwendung hatte, wurde es zusammen mit den tauben Massen auf die Halde gekippt. Ein anderer Teil wurde, da es mit den BiCoNi-Erzen eng verwachsen war, an die Blaufarbenwerke geliefert. Die nach ihrem Auftreten benannte Schneeberger Krankheit steht in engem Zusammenhang mit den auftretenden Uranerzen. Erstmals beschrieb Paracelsus in seinem 1567 erschienenen Büchlein „Von der Bergsucht oder Bergkranckheiten drey Bücher“ die Schneeberger Krankheit. Im Jahr 1815 wurde sächsische Pechblende auch in Frankreich zum Preis vom 2 Franc für 100 Gramm gehandelt. Ab dem Jahr 1825 wurden die ausgebrachten Uranerze auch in der Montanstatistik erfasst. Im Jahr 1813 wurde eine Methode zur Herstellung von Uranfarben veröffentlicht, die zum Färben von Gläsern diente und auch als Glasur in der Porzellan- und Steingutherstellung verwendet wurde. Schon vorher wurde Uran für medizinische Zwecke verwendet, beispielsweise zur Behandlung von Diabetes und als Schnupfenmittel. Die zur damaligen Zeit für Uran erzielten Preise ließen eine gezielte Förderung nicht zu. So lag der Erlös für 16,5 kg Uranerz im Jahr 1825 bei 115 Mark. Im Jahr 1881 wurden für 3656 kg insgesamt 15.857 Mark erzielt, was allerdings nur ca. zwei Prozent des Gesamterlöses ausmachte.

### Zwischen Ende des 19. Jahrhunderts und Mai 1945

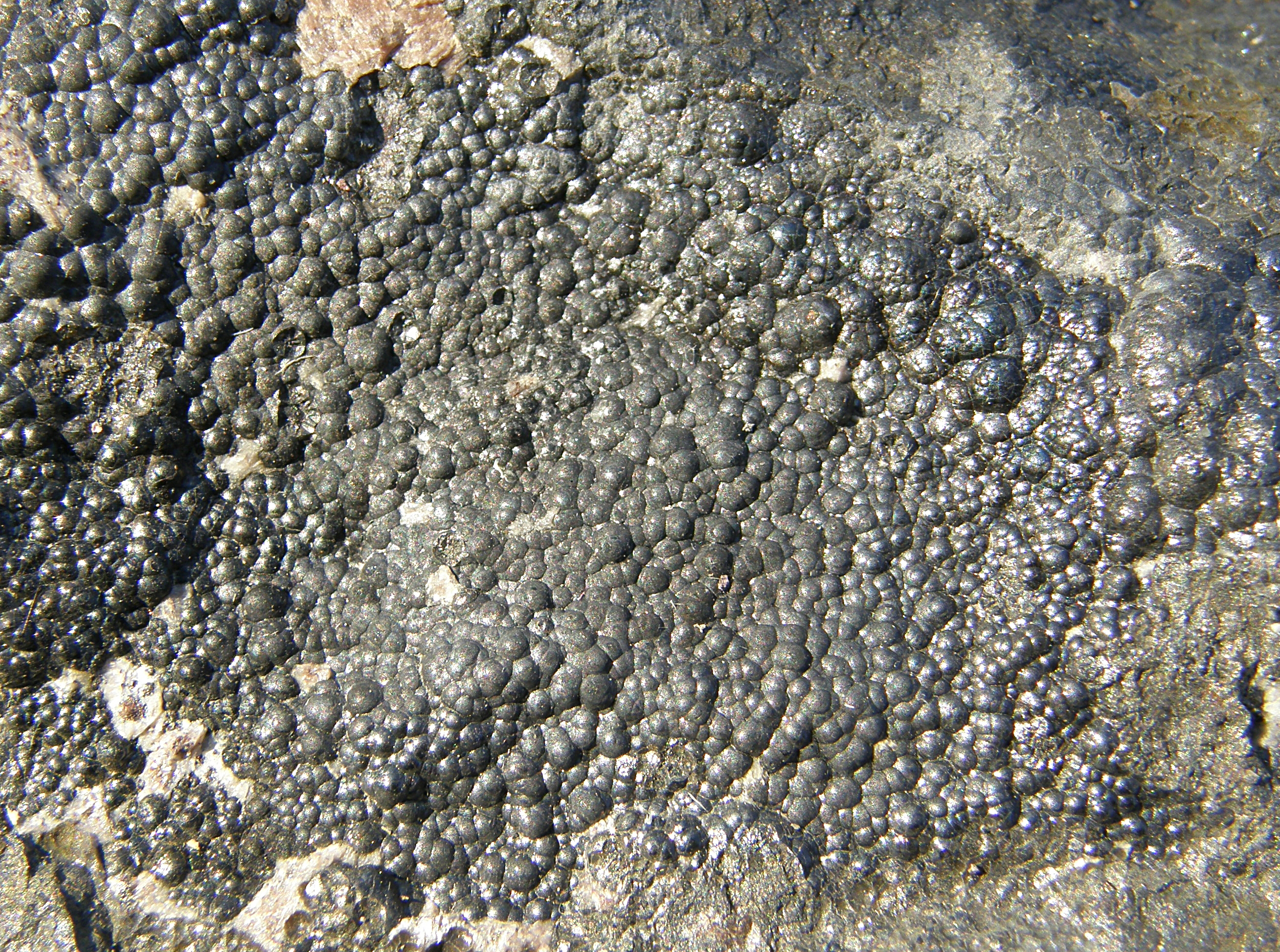
Pechblende aus der Lagerstätte Niederschlema-Alberoda

Mit der Entdeckung des Radiums durch Marie Curie im Jahr 1898 in der Joachimsthaler Pechblende und dessen Verwendung in der Medizin, der Lebensmittelindustrie und als Leuchtmittel stieg der Preis für Uran an. Uranerz in nennenswerter Menge wurde zuletzt im Jahr 1904 in Schneeberg abgebaut.
Ab dem Jahr 1910 begann, unterstützt durch Fördermittel des Bergbegnadigungsfonds, die Suche nach Uranerzen im Revier. Obwohl im Schneeberger Revier von 1880 bis 1895 mit 56,89 Tonnen Uranerz insgesamt 86,5 Prozent aller in Sachsen geförderten Uranerze gewonnen wurden, gab man dem Grubenfeld von Johanngeorgenstadt den Vorzug und bezuschusste die dortige Suche bis 1916 mit insgesamt 90.114 M. Die Gesamtfördermenge im Revier belief sich bis 1945 auf ca. 60 Tonnen Uranerz.
Durch Inflation und fallende Rohstoffpreise für Nickel, Wismut und Kobalt sowie durch die steigenden Kosten kam der Schneeberger Bergbau im Jahr 1924 fast vollständig zum Erliegen. Es wurden nur selektiv die noch vorhandenen Reicherzpartien abgebaut, aber keinerlei Aus- und Vorrichtungsarbeiten mehr betrieben. Die Tiefbaue unterhalb des Marx-Semler-Stollns wurden aufgegeben. Erst die Autarkiebestrebungen des Deutschen Reiches und staatlich gestützte Rohstoffpreise verhalfen dem Schneeberger Bergbau ab dem Jahr 1935 wieder zu einem gewissen Aufschwung.
Im Herbst 1934 erhielt die Staatliche Lagerstätten-Forschungsstelle von der Sächsischen Landesbergbehörde den Auftrag zur Untersuchung der Wismut-, Kobalt-, Nickel- und Uranerzvorkommen im Erzgebirge. In diesem Zuge erfolgte erstmals eine planmäßige Bemusterung des Reviers, um eine möglichst genaue Bewertung der Erzreserven zu bekommen. Die Bemusterung erfolgte mit Hilfe von Probenahmen aus den aufgeschlossenen Gängen.
Im Jahr 1936 kam erstmals eine Akkulok zur Förderung auf der 2000 m langen Strecke der 110-Lachter-Strecke zwischen Weißer Hirsch und Neujahr zum Einsatz; eine zweite Lok wurde 1943 beschafft. Gebaut wurden die Loks bei Siemens & Schuckert in Chemnitz. Die Spurweite betrug 450 mm. Bei einem Dienstgewicht von zwei Tonnen zogen sie 8 Hunte mit einem Gesamtgewicht von 4,8 Tonnen.
Der Uranbergbau hatte sich inzwischen fast vollständig in das böhmische Joachimsthal verlagert. Dort wurden zwischen 1938 und 1941 ca. 379 t Uranerz gewonnen. Mit der Entdeckung der Kernspaltung durch Otto Hahn, Lise Meitner und Friedrich Wilhelm Straßmann im Jahr 1938 bekam die Suche nach Uran eine ganz neue Bedeutung und wurde für militärische Zwecke interessant.

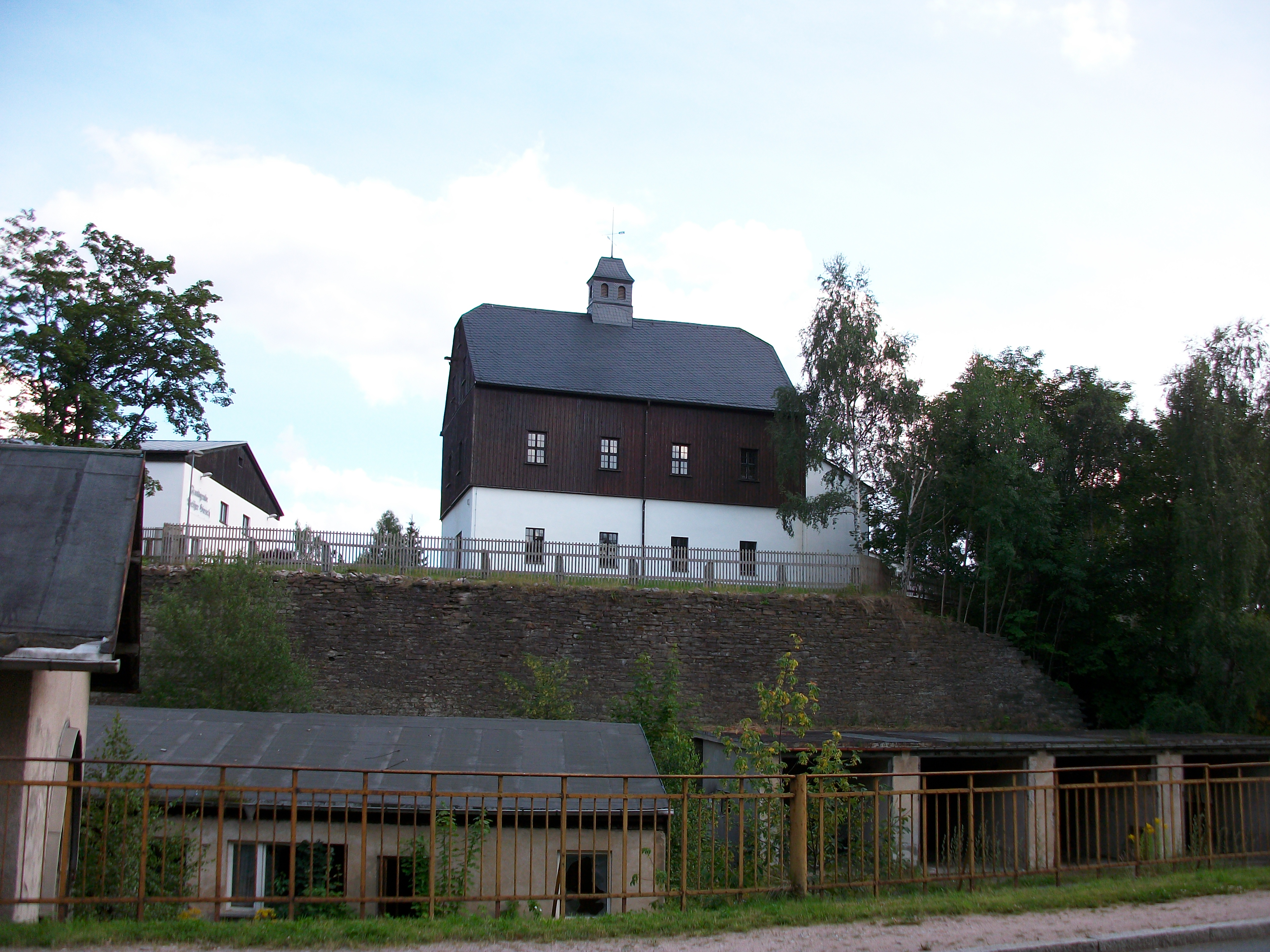
Weißer Hirsch, Neustädtel

Ab dem Jahr 1943 wurde der Beustschacht gesümpft, aufgewältigt und wieder in Betrieb genommen. Er sollte die Funktion eines Zentralschachtes übernehmen und, da der Haldensturz am Weißen Hirsch erschöpft war, auch die anfallenden Bergemassen fördern. Am Ende des Zweiten Weltkrieges waren im Schneeberger Revier noch die Schächte Weißer Hirsch, Beust, Neujahr und Schrotschacht in Betrieb. Alle diese Schächte verfügten bereits über elektrische Fördermaschinen.
Ab dem 1. April 1939 pachtete die Gewerkschaft Schneeberger Bergbau in Schneeberg-Neustädtel das gesamte Grubengebäude der Johanngeorgenstädter Konsolidierten Gewerkschaft Vereinigt Feld im Fastenberge.
Mit dem Gesellschaftsbeschluss vom 22. September 1944 wurde die Gewerkschaft Schneeberger Bergbau in Schneeberg-Neustädtel rückwirkend zum 1. April 1944 mit fünf anderen landeseigenen Erzbergbaubetrieben zur Sachsenerz Bergwerks AG verschmolzen.
Abgedämmt und geflutet bis zum Niveau Marx-Semler-Stolln waren die Grubenabteilungen Wolfgang Maaßen und Gesellschaft Fundgrube, sowie im Revier Weißer Hirsch die Grubenabteilung St. Georg.
Die Grubengebäude im Schneeberger Revier hatten bis 1945 folgende Teufen erreicht:
| Grubenfeld               | Wismut- Schachtnummer | tiefste Sohle      | m NN  | Gesamtteufe in m | Meter unter Marx-Semler | tiefste wasserfreie Sohle 1945 |
| ------------------------ | --------------------- | ------------------ | ----- | ---------------- | ----------------------- | ------------------------------ |
| Grube St. Georg          |                       | 100 Lachter        | + 144 |                  | 208                     | Marx Semler                    |
| Fürstenvertrag           | 9 / 25                | 100 Lachter        | + 162 |                  | 190                     | 100 Lachter                    |
| Weißer Hirsch            | 3                     | 155 Lachter        | + 67  | 377              | 284                     | 120 Lachter                    |
| Katharina Neufang        |                       | 140 Lachter        | + 95  | 349              | 259                     | 120 Lachter                    |
| Schrotschacht            | 47                    | 110 Lachter        | + 154 | 363              | 204                     | 110 Lachter                    |
| Neujahr                  | 11                    | 110 Lachter        | + 151 | 334              | 203                     | 110 Lachter                    |
| Gesellschaft             | 200                   | 62 Lachter         | + 244 |                  | 115                     | Marx Semler                    |
| Beust                    | 24                    | 110 Lachter        | + 150 | 376              | 211                     | 110 Lachter                    |
| Schindler Schacht        | 72                    | 60 Lachter         | + 268 |                  | 93                      | Marx Semler                    |
| Daniel Fundgrube         | 36                    | 100 Lachter        | + 200 | 361              | 165                     | Marx Semler                    |
| Peter und Paul Fundgrube | 37                    | Namen Jesus Stolln | + 435 | 106              |                         | Namen Jesus                    |
| Siebenschlehen           | 10                    | 48 Lachter         | + 290 | 282              | 74                      | 48 Lachter                     |
| Adam Heber               | 43                    | 48 Lachter         | + 290 | 268              | 74                      | 48 Lachter                     |
| Türk Schacht             | 83                    | 3. Gezeugstrecke   | + 245 | 315              | 117                     | Marx Semler                    |
| Rappold Fundgrube        | 201                   | 46 Lachter         | + 270 | 225              | 84                      | 46 Lachter                     |
| Pucher Schacht           | 260                   | Marx Semler Stolln | + 362 | 172              |                         | Griefner Stolln                |
| Priester Fundgrube       |                       | 90 Lachter         | + 253 |                  | 105                     | 60 Lachter                     |
| Wolfgang Maaßen          |                       | 146 Lachter        | + 164 | 378              | 196                     | Marx Semler                    |

### Ab 1945
Bei Kriegsende waren im Schneeberger Bergbau noch 136 Personen, davon 68 unter Tage, beschäftigt. Abgebaut wurden zu diesem Zeitpunkt BiCoNi-Erze von niedrigem Gehalt auf dem Katharina Flachen, Richard Flachen, Ursula Flachen, Segen Gottes Spat und Rosenkranz Spat. Da Schneeberg von Kriegsende bis zum 25. Juni 1945 zum besatzungslosen Gebiet gehörte, war auch die Verbindung zum Oberbergamt in Freiberg unterbrochen. Wegen der fehlenden Aussicht auf eine kurzfristige Wiederaufnahme des Bergbaues wurde ein Teil der Beschäftigten entlassen. Damit sank die Anzahl der Beschäftigten im August 1945 auf 48 Personen. Die Grubenwässer waren im Weißen Hirsch, Neujahrschacht und im Beustschacht inzwischen bis zum Niveau der 90-Lachter-Sohle angestiegen.
Nach der Besetzung durch sowjetische Truppen befuhr am 4. August 1945 eine sowjetische Kommission erstmals das Schneeberger Revier. Am 14. September 1945 wurde durch die 9. Verwaltung des Ministeriums des Innern der UdSSR die Geologische Gruppe (Геологопоисковая Партия) gebildet. Die ihr unterstellte Sächsische Erzsuchgruppe (Саксонская Рудно-Поисковая Партия) führte die Untersuchung der Lagerstätte Schneeberg durch. Die Untersuchungsarbeiten begannen im September 1945 und dauerten bis zum 16. März 1946. Die Untersuchung wurde anschließend durch die am 4. April 1946 gebildete Sächsische Gewinnungs- und Erkundungsgruppe (Саксонская Промышленно-Разведочная Партия) weitergeführt und ab August 1946 von Schneeberg auf den Bereich Oberschlema ausgedehnt. Auf Befehl von Kapitän Regens, dem sowjetischen Stadtkommandanten Schneebergs, vom 27. September 1945 wurde der Abbau von BiCoNi-Erzen im Schneeberger Revier wieder aufgenommen. Zu diesem Zeitpunkt hatte man die 110-Lachter-Sohle bereits gesümpft. Es wurden 45 Bergleute eingestellt und bis zum Jahresende 99 t Erz gefördert. Ab November wurde auf Befehl der sowjetischen Geologischen Kommission mit der Sümpfung der tiefen Sohlen begonnen. Ab dem 6. November wurde auf der 110-Lachter-Sohle die schon im Jahr 1913 begonnene Querschlagsauffahrung zwischen den Schächten Neujahr und Beust wieder aufgenommen. Der Durchschlag erfolgte am 25. März 1946. Damit war eine durchgehende Verbindung zwischen den Schächten Weißer Hirsch und Beust geschaffen worden. Am 3. April konnte nach der Aufwältigung erstmals die 140-Lachter-Sohle befahren werden. Die Erzgewinnung erfolgte in dieser Zeit nur sporadisch und die gewonnenen Erze verblieben unter Tage, da es keine Möglichkeit der Aufbereitung gab. Am 4. Juni 1946 wurde mit dem Befehl 23 der SMA Sachsen die Wiederaufnahme der Erzgewinnung angeordnet. Trotz dieses Befehles musste Schneeberg 28 Bergleute an den in Johanngeorgenstadt anlaufenden Uranbergbau abgeben.

## Geologie
Die Lagerstätte Schneeberg ist Teil des Erzfeldes Schneeberg-Schlema-Alberoda. Sie befindet sich in einer NW–SE verlaufenden Muldenstruktur, begrenzt vom Gleesberger Granit im Nordosten und dem Eibenstocker Granit im Südwesten. Im Nordwestteil der Lagerstätte herrschen die silurisch-devonischen Gesteine der Lößnitz-Zwönitzer-Zwischenmulde, die am Eibenstocker Granit endet, vor. Diese Gesteine sind in ordovizische Schiefer eingebettet. Die hier auftretenden dunklen Schiefer, dunkle Glimmerfelsen, Metadiabase und Skarne bilden die so genannte „Produktive Serie“. Diese ordovizischen Schiefer bilden den Zentral- sowie den SE-Teil der Schneeberger Lagerstätte. Die gesamte Lagerstätte liegt im Kontakthof des unterlagernden Granites und ist durch diesen kontaktmetamorph verändert. Der unterlagernde Granit liegt im Zentralteil der Mulde bei ca. −400 m NN. Der Gleesberger Granit fällt mit 25–30° nach SW ein, während der Eibenstocker Granit mit 70–75° nach NE einfällt. Im NW der Lagerstätte fällt der Gleesbergranit des Auer Granitsockels steil nach Norden ein.
Die Hauptstrukturen in der Schneeberger Lagerstätte bilden die Flachen Gänge. Sie erreichen eine Erstreckung von bis zu 1.000 m. Eine Ausnahme bilden hier die Strukturen vom Türk Flachen und vom Roten Kamm mit einer Längserstreckung über mehrere Kilometer. Die Tiefenerstreckung dieser Gänge ist unbekannt, da der unterlagernde Granit durch den Bergbau nur selten erreicht wurde. Während der Türk Flache wahrscheinlich die Schichtgrenze zwischen den Massiven des Gleesberger Granits und des Eibenstocker Granits bildet, begrenzt die Struktur vom Roten Kamm die Lagerstätte im NE.
Weitere bekannte Vertreter der Flachen Gänge sind der Katharina Flache, Großwinter Flache, Fürstenvertrag Flache, Auferstehung Christi Flache und Rappold Flache.
Das System der Morgengänge untergliedert die Lagerstätte in Ost-West-Richtung und hatte Einfluss auf deren Vererzung. Bekannte Vertreter sind hier Parsival Morgengang, Fleischer Morgengang, Roland Morgengang und Schütz Morgengang. Ihre Erstreckung beträgt zum Teil mehrere Kilometer, während die Erstreckung in die Teufe ebenfalls unbekannt ist.
Neben den Flachen Gängen spielen für den Abbau auch die Spatgänge eine größere Rolle, da sie eine entsprechend große Erstreckung aufweisen und reich vererzt waren. Bekannte Vertreter sind der Wolfgang Spat, Alexander Spat, Maximilian Spat, Sauschwart Spat, Priester Spat und Neujahr Spat.
Stehende Gänge treten in der Lagerstätte sporadisch auf, spielten aber im Abbau kaum eine Rolle. Ausnahmen bilden nur der Fröschgeschrei Stehende, St. Georg Stehende und der König David Stehende.
- Edle-Quarz-Formation (eq-Formation)

Diese Formation war hauptsächlich in den Morgengängen ausgebildet. Die sonst auftretende Vererzung mit Wolframit, und Molybdänit fehlt im Schneeberger Revier und wurde nur ganz vereinzelt auf Nebentrümern der Flachen Gänge oder der Spatgänge angetroffen.
- Kiesige-Blei-Formation (kb-Formation)

Diese Formation trat in der Schneeberger Lagerstätte auf dem König David Stehenden auf. Die Vererzung der Gänge besteht aus Chalkopyrit, Sphalerit, Arsenopyrit, Galenit, Pyrit, Bornit sowie Tennantit und war Gegenstand des historischen Bergbaues.
- Kammquarz-Calcit-Pechblende-Formation (kku-Formation)

Diese Formation trat nur vereinzelt in der Schneeberger Lagerstätte auf. Die Gänge bestehen vorwiegend aus Quarz, Fluorit und Calcit. Die Vererzung dieser Gänge besteht aus Pechblende, Coffinit, Chalkopyrit, Pyrit, Galenit, Sphalerit, Hämatit, Lepidokrokit sowie Löllingit und war repräsentativ für die primäre Uranvererzung dieser Lagerstätte. Angetroffen wurde diese Vererzung beispielsweise auf dem Ottilie Flachen.
- Magnesium-Karbonat-Pechblende-Formation (mgu-Formation)

Diese im Schneeberger Revier selten auftretende Formation entstand durch eine metasomatische Umwandlung der Gänge der kku-Formation. Die Gänge bestehen vorwiegend aus Dolomit und schwarzem Fluorit (Stinkspat). Die Vererzung der Gänge besteht aus Pechblende, Chalkopyrit, Hämatit, Lepidokrokit, Clausthalit, Umangit, Naumannit, Tennantit, Bornit, Chalkosin und Markasit. Im Jahr 1830 entdeckte der Assessor des Oberhüttenamtes und Professor für Analytische und Praktische Chemie an der Bergakademie Freiberg, Carl Moritz Kersten, erstmals Selen in der Pechblende dieser Formation.
- Wismut-Kobalt-Nickel-Formation (BiCoNi-Formation)

Diese Formation ist der Haupterzträger in der Schneeberger Lagerstätte und ist auf den Flachen Gängen sowie den Spatgängen verbreitet. Die Gänge bestehen aus Dolomit, Quarz, Fluorit, Baryt und Calcit. Die Vererzung dieser Gänge besteht vorwiegend aus gediegen Wismut, Skutterudit, Rammelsbergit, Safflorit, gediegen Silber, Nickelin, Löllingit, Chalkopyrit, Pechblende, Sphalerit, Bismuthinit, Coffinit sowie gediegen Arsen.
Die Schneeberger Lagerstätte war zum Beginn des Bergbaus durch die Wismut teilweise schon bis in eine Teufe von 400 m erschlossen. Der die Lagerstätte unterlagernde Granit wurde dabei aber nur in den Randbereichen angetroffen. Im Weißen Hirsch erreichte man den dort nach Norden ansteigenden Granit bei 185 m NN. Im Südwesten der Lagerstätte, im Grubenfeld von Adam Heber, bildet der Adam Heber Flache die Grenze zum Granit. Genau wie der Friedefürst Flache im Grubenfeld von Wolfgang Maaßen, der ebenfalls eine Grenze zum Granit bildet, wurden beide Gänge oberhalb des Marx-Semler-Stollns erschlossen.
Im Gegensatz zu anderen Lagerstätten setzt sich die angetroffene Vererzung aber mit zum Teil sehr guter Ausbildung im Granit fort, so beispielsweise am St. Georg Flachen mit Silbererzen, am Katharina Flachen mit Kobalt-, Wismut- und Uranerzen sowie am Eva Spat im Revier der Grube Adam Heber, der zu den reichsten Wismuterzgängen des Schneeberger Reviers gehört.
In der Schneeberger Lagerstätte sind historisch etwa 150 Gänge erschlossen. Durch die Auffahrungen der Wismut kamen etwa 30 weitere Gänge dazu. Etwa die Hälfte der angetroffenen Gänge weist auch eine Uranvererzung auf.
Wie in anderen Wismutrevieren, so hinterließen auch im Revier 03 die sowjetischen Geologen bei der Namensgebung für entdeckte Gänge ihre Spuren (z. B. die Gänge Tatjana, Sklatschnaja (Zänkische), Spornaja (Umstrittene) oder Wladimirow).
Erzgänge der Schneeberger Lagerstätte:
| Grubenfeld           | Historische Gänge mit Uranvererzung                         | weitere wichtige Gänge                                               | Erzgänge / Wismut                                            |
| -------------------- | ----------------------------------------------------------- | -------------------------------------------------------------------- | ------------------------------------------------------------ |
| Grube St. Georg      | „Gottes Segen Stehender“                                    | „St. Georg Stehender“ „Alte Fundgrube Stehender“ „Rupprecht Flacher“ | „Lenia Flacher“ „Abschied Flacher“                           |
| Fürstenvertrag       | „Fruchtbare Thorheit Flacher“ „Fürstenvertrag Flacher“      | „Ursula Flacher“ „Sittig Flacher“ „St. Johannes Flacher“             | „Geologen Flacher“ „Markscheider Flacher“                    |
| Weißer Hirsch        | „Katharina Flacher“ „St. Georg Flacher“ „Walpurgis Flacher“ | „Christliche Hilfe Flacher“ „Ottilie Flacher“                        | „Mittel Flacher“                                             |
| Neujahr              | „Neujahr Spat“                                              | „Rosenkranz Spat“ „Drei Lilien Flacher“ „Pankratius Flacher“         |                                                              |
| Gesellschaft         | „Brigitte Spat“ „Zwickau Spat“                              | „Michael Flacher“ „Alt Elisabeth Flacher“ „Jacob Spat“               |                                                              |
| Beust                |                                                             | „Röhling Spat“ „Kalbe Spat“ „Sauschwart Spat“                        | „Jugend Flacher“ „Gang Nord“ „Gang 3“                        |
| Schindler Schacht    | „Karl Flacher“                                              | „Gotthold Stehender“ „Güte Gottes Spat“ „Frische Hoffnung Flacher“   |                                                              |
| Daniel Fundgrube     | „Daniel Spat“ „Hilfe Gottes Spat“ „Mohr Stehender“          |                                                                      |                                                              |
| Siebenschlehen       | „Neuglück Flacher“                                          | „Siebenhüfen Flacher“ „Siebenschlehen Flacher“ „Jung Zeche Spat“     | „Schwebend Morgengang“ „Tatjana Spat“                        |
| Adam Heber Fundgrube | „Adam Heber Flacher“ „Eva Spat“                             | „Altvater Flacher“ „Sehet Auf Flacher“ „Oktober Flacher“             | „1. Mai“ „Steiger Flacher“ „November Flacher“                |
| Türk Schacht         |                                                             | „Türk Flacher“ „Katharina Flacher“ „Beschert Glück Spat“             | „Erika I Flacher“ „Gute Hoffnung Flacher“ „Victoria Flacher“ |
| Rappold Fundgrube    | „Rappold Flacher“                                           | „Hermann Spat“ „Feldrose Flacher“ „Heinrich Flacher“                 |                                                              |
| Priester Fundgrube   | „Nicolaus Flacher“                                          | „Priester Spat“ „Andreas Flacher“ „Großwinter Flacher“               | „Enzian Stehender“                                           |
| Wolfgang Maaßen      | „Friedrich August Spat“ „Maximilian Spat“ „Wolfgang Spat“   | „Sidonie Spat“                                                       | „Sidonie Spat“ „Maria Spat“ „Deutsches Haus Spat“            |

Weiterhin wurde Uranerz auch bei Auffahrungen in der Fundgrube Greif, im Magnetenstolln und der Grube Roter Hirsch im Hartmannsdorfer Forst gefunden. In den Gängen Friedefürst Flacher, Alexander Spat und Fröhliche Aussicht Spat traf man ausschließlich sekundäre Uranmineralen wie Zeunerit, Autunit, Liebigit, Uranopilit, Torbernit, Uranocircit, Trögerit, Uranospinit und Walpurgin an.
In der Lagerstätte wurden von 1946 bis 1956 insgesamt 209,7 t Uran abgebaut. Das Uranausbringen erreichte 0,3 kg/m². Während der Untersuchung und des Abbaus der Lagerstätte wurden nicht in allen Grubenfeldern die tiefsten Sohlen des historischen Bergbaues erreicht. Die Teufen des historischen Bergbaus wurden nur mit der −150-m-Sohle auf dem Gute Hoffnung Flachen am Türkschacht unterschritten.
Nach der Einstellung des Uranbergbaus in der Lagerstätte im Jahr 1956 wurden bis zum Jahr 1957 die fahrbaren Sohlen und Strecken durch Geologen der Betriebsabteilung Schneeberg des VEB Wolfram-Zinnerz Pechtelsgrün auf andere abbauwürdige Erze untersucht. Nach Beendigung der Erkundung ging man von etwa 3.000 bis 4.000 Tonnen noch anstehender BiCoNi-Erze aus.
Bei den Untersuchungen wurden die unfahrbaren Teile der Lagerstätte sowie die sich eventuell fortsetzende Vererzung im unverritzten Feld bis hin zum Granit nicht berücksichtigt. Der unverritzte Teil der Lagerstätte ist zum Teil mehrere hundert Meter mächtig.

## Verwaltungstechnische Entwicklung

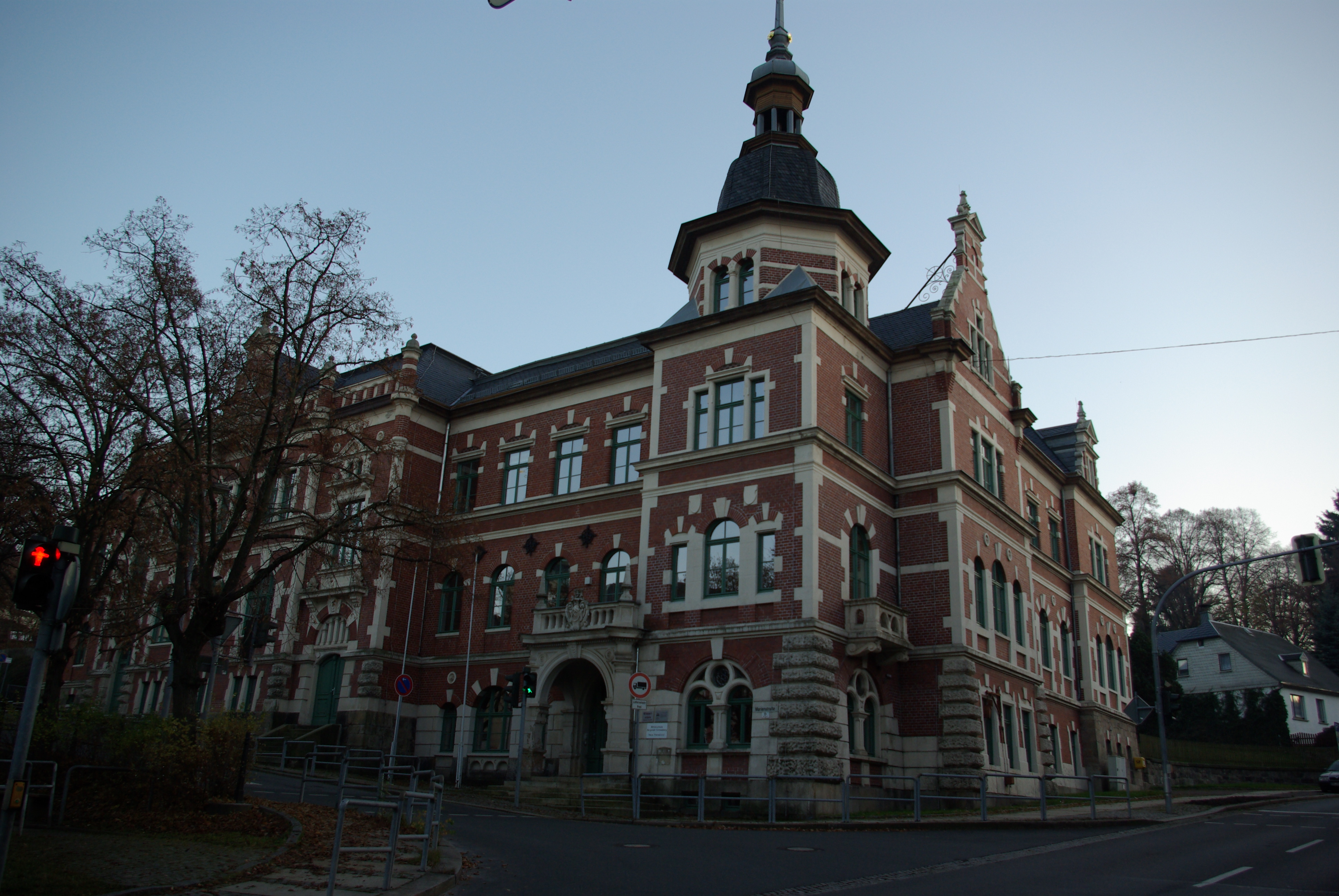
Gebäude der Hauptverwaltung des Objektes 03

Auf Beschluss des Ministerrates der UdSSR vom 29. Juli 1946 in Moskau wurde aus der Sächsischen Gewinnungs- und Erkundungsgruppe die Sächsische Bergbauverwaltung unter der Feldpostnummer 27304 der Roten Armee gegründet. Die geologischen Erkundungsarbeiten in Schneeberg wurden wie bisher unter der Leitung des russischen Geologen N. M. Chaustow (Николай Михайлович Хаустов) durchgeführt, weshalb die in Schneeberg arbeitende Gruppe als „Wirtschaftsgruppe Haustow“ bezeichnet wurde. Die Erkundungen wurden ab August 1946 auch auf Oberschlema ausgedehnt. Die Erkundungsarbeiten im Schneeberger Revier fanden parallel zur bergbaulichen Tätigkeit der Sachsenerz Bergwerks AG in den noch zugänglichen Grubenbereichen statt. Zeitweise übernahm auch die Sachsenerz Bergwerks AG als Auftragnehmer die Erkundungsaufgaben. Zum 1. August 1946 wurden die Bergwerke der Sachsenerz Bergwerks AG verwaltungsmäßig der zu diesem Datum gegründeten Industrieverwaltung 6 (Erzbergbau) unterstellt.
Im August 1946 wurden die Anlagen des Schneeberger Reviers von russischen Militäreinheiten beschlagnahmt und zur militärischen Sperrzone erklärt. Ab dem 26. August 1946 durften auf Befehl von Chaustow keine Betriebsberichte mehr über den Schneeberger Bergbau an die Industrieverwaltung 6 in Freiberg erstattet werden.
Nach der Entdeckung von sieben erzführenden Gängen im Untersuchungsgebiet Oberschlema wurde durch die Sächsische Bergbauverwaltung im Oktober 1946 das Objekt 02 gegründet. Zum Objekt 02 gehörten die Lagerstättenteile Schneeberg, Oberschlema und Niederschlema. Der Sitz der Objektverwaltung befand sich im Kurhotel Schlema. Die bei der Sachsenerz Bergwerks AG beschäftigte Belegschaft des Reviers wurde in das Objekt 02 übernommen. Die Beschäftigtenzahl stieg von 92 Mitarbeitern im August 1946 auf 2800 im Dezember 1946. Ab November 1946 wurden die Beschäftigten erstmals mit laufenden Kontrollnummern geführt. Trotz ihrer Zugehörigkeit zum Objekt 02 erfolgten die Lohnabrechnungen der Beschäftigten weiterhin über die Sachsenerz Bergwerks AG.
Die genutzten Schachtanlagen wurden mit römischen Nummern beziffert. Bis Dezember 1946 wurden die Nummern I bis VIII vergeben. Im Januar 1947 löste die Bezeichnung Objekt 02 die Bezeichnung „Wirtschaftsgruppe Haustow“ ab. Die Schächte wurden weiterhin mit römischen Nummern bis zur Nummer XII. beziffert. Erstmals wurde im Januar 1947 das Lichtloch 15 als Schacht genannt.
Am 1. April 1947 wurde die Lagerstätte Schneeberg als selbständiges Objekt 03 aus dem Objekt 02 ausgegliedert. Der Sitz der Objektverwaltung befand sich im ehemaligen Rathaus Neustädtel, der heutigen Mittelschule an der Marienstraße 2a.
Am 30. Mai 1947 wurden die Anlagen des Objektes 03 auf Grundlage des Befehls Nr. 131 der SMA Sachsen in sowjetisches Eigentum überführt. Nach Eintragung der Zweigniederlassung der Wismut AG in das Handelsregister in Aue am 2. Juli 1947, wurde das Objekt 03 direkt der Hauptverwaltung der Wismut AG unterstellt. Im Jahr 1947 wurden im Objekt 03 insgesamt 6 Schächte, Schacht 10 (Siebenschlehen), Schacht 11 (Neujahr), Schacht 24 (Beust), Schacht 36 (Daniel), Schacht 37 (Peter und Paul) und Schacht 43 (Adam Heber), aufgewältigt und 3 Schächte, Schacht 25 (Ritterschacht II), Schacht 26 (Waldschacht) und Schacht 50 (Kinder Israel), neu geteuft.
Das neugegründete Objekt 14 übernahm, bis es im Frühjahr 1949 nach Zobes versetzt wurde, im Objekt 03 die Vor- und Ausrichtungsarbeiten (z. B. Schachtteufe, Streckenvortrieb, und Aufwältigung).
Im Jahr 1948 wurden Schacht 47 (Schrotschacht), Schacht 72 (Schindler), Schacht 74 (Hermannschacht) und Schacht 83 (Türk) aufgewältigt und Schacht 73 (Magnetenschacht), Schacht 75 (Bergkappe), Schacht 76, Schacht 77 (Friede Fürst), Schacht 130 (Fröschgeschrei), Schacht 131 und Schacht 150 neu geteuft. Die Zahl der Beschäftigten im Objekt 03 betrug im Jahr 1948 etwa 7000 Mitarbeiter. Zusätzlich kamen noch etwa 1200 Mitarbeiter von Objekt 14 dazu, die mit Vor- und Ausrichtungsarbeiten innerhalb des Objekt 03 beschäftigt waren. Im Jahr 1949 wurden die bis dahin eigenständigen Schächte den neu geschaffenen Schachtverwaltungen unterstellt. Es entstand die Schachtverwaltung 9-25 (Schacht 9, Schacht 25 und Schacht 76), Schachtverwaltung 3-50 (Schacht 3, Schacht 47, Schacht 50 und Schacht 75), Schachtverwaltung 11-24 (Schacht 11, Schacht 24, Schacht 150 und Schacht 201), Schachtverwaltung 10 (Schacht 10, Schacht 36, Schacht 37, Schacht 43 und Schacht 72), Schachtverwaltung 83 (Schacht 73, Schacht 74 und Schacht 83), Schachtverwaltung 26 (Schacht 26, Schacht 77 und Schacht 260) und Schachtverwaltung 130 (Schacht 130, Schacht 131 und Schacht 200).
Nach Erschöpfung der Vorräte in Teilen der Lagerstätte wurden einige der Schächte abgeschrieben. Die verbliebenen Schächte wurden in der Schachtverwaltung 3 (Schacht 3, Schacht 9, Schacht 24, Schacht 25, Schacht 50 und Schacht 130) und der Schachtverwaltung 10 (Schacht 10, Schacht 43, Schacht 72 und Schacht 83) zusammengefasst und zum 1. September 1950 dem Objekt 09 unterstellt.
Durch sich hinziehende Revisionsarbeiten waren im Jahr 1952 immer noch die Schächte 3, 10, 43, 50, 72, 83 und 130 in Betrieb, die in der Schachtverwaltung 10 zusammengefasst wurden. Infolge der Erschöpfung der Vorräte und dem Absaufen der tiefen Sohlen durch ein Hochwasser im Juli 1954, wurde bis auf Schacht 83 und Schacht 130 der Betrieb über die anderen Schächte eingestellt. Im Sommer 1956 wurde der Bergbau auf Uran in der Lagerstätte Schneeberg eingestellt. Nach einem Beschluss des Präsidiums des Ministerrates der DDR, vom 23. Februar 1956 wurde die Lagerstätte am 1. August 1956 vom Ministerium für Berg- und Hüttenwesen der DDR als Betriebsabteilung Schneeberg dem VEB Wolfram-Zinnerz Pechtelsgrün zum weiteren Abbau von Buntmetallerzen übergeben. Der Bergbau wurde durch einen Beschluss des Ministerrates vom März 1957 zum 1. Juli 1957 endgültig eingestellt.

## Bergbaubetrieb

### Ausrichtung, Vorrichtung und Abbau
Nach einer Befahrung des Schneeberger Reviers am 1. August 1945 durch Friedrich Schumacher (Direktor des Geologischen Institutes der Bergakademie Freiberg), Bergdirektor Willy Rumscheidt und Oberst Kreiter (Leiter der sowjetischen Geologenkommission), wurde durch Friedrich Schumacher und dem Physiker Carl Friedrich Gustav Aeckerlein (Leiter des Radiuminstitutes der Bergakademie Freiberg) am 8. Oktober 1945 ein Gutachten vorgestellt, welches eine Vorratsmenge von 10 t Uran für das Schneeberger Revier auswies.
Im August 1946 wurde der Schneeberger Bergbau der Sächsischen Bergbauverwaltung unterstellt und die noch in Betrieb befindlichen Schächte Weißer Hirsch (Schacht 3), Neujahr (Schacht 11), Beust (Schacht 24) und Schrotschacht (Schacht 47) übernommen. Der Abbau von BiCoNi-Erzen im Schneeberger Erzfeld wurde in den Grubenfeldern Weißer Hirsch und Neujahr weitergeführt und nach der Förderung der letzten 123 Tonnen BiCoNi-Erze im Oktober 1946 eingestellt.
Neben dem tonnlägigen Schacht 3 wurde ab November 1946 auch der offene tonnlägige Ritter Schacht I (Schacht 9) im Grubenfeld Fürstenvertrag bis zum Tiefen Fürstenstolln ausgebaut und schon im Dezember 1946 in Betrieb genommen. In diesem Bereich wurde vor allem auf dem Fruchtbare Torheit Flachen und Fürstenvertrag Flachen gearbeitet. Weiterhin begannen die Aufwältigungsarbeiten an dem offenen tonnlägigen Schacht Siebenschlehen (Schacht 10) und dem ebenfalls tonnlägigen Schacht Adam Heber (Schacht 43).
Im Jahr 1947 wurden die Arbeiten intensiviert. So wurde der offene tonnlägige Treibeschacht der Daniel Fundgrube (Schacht 36) bis zum Marx-Semler-Stolln und der offene Schacht der Peter und Paul Fundgrube (Schacht 37) bis zum Griefner Stolln aufgewältigt. Über 2 verstufte Schächte wurde vom Schacht 37 aus auch der Tiefe Namen Jesus Stolln erreicht. Als Ersatz für den zu kleinen Schacht 9 wurde mit der Teufe des Ritter Schachtes II (Schacht 25) begonnen. Zur Verstärkung des Schacht 3, wurde zwischen diesem Schacht und dem Schacht 25 im Bereich der Kinder Israel Fundgrube mit der Teufe des Schacht 50 begonnen. Südlich vom Schacht 43 begann man im bisher unverritzten Gebiet mit der Teufe des Waldschachtes (Schacht 26).
Auf dem Schacht 3 begannen die Abbauarbeiten auf den Gängen St. Georg Flacher und Walpurgis Flacher vom oberflächennahen Bereich aus bis zur Marx-Semler-Sohle. Auf dem bis zum Marx-Semler-Stolln aufgewältigtem Schacht 10 begann der Abbau auf dem Neuglück Flachen und dem Siebenhüfen Flachen. Die im Jahr 1946 stillgelegten Schächte 11 und 24 wurden wieder in Betrieb genommen. Der Abbau im Revier beschränkt sich in dieser Zeit weitestgehend auf den Abzug von Versatzmassen aus alten Abbauen oberhalb der Marx-Semler-Sohle. Analog zu diesen Arbeiten wurden aber auch ca. 25.000 m alte Strecken aufgewältigt und untersucht.
Im Jahr 1948 wurde mit dem Teufen von neuen Schächten in den wenig erschlossenen Gebieten sowie den Randbereichen der Schneeberger Lagerstätte begonnen. So wurden der Magneten Schacht (Schacht 73) in Zschorlau auf dem alten Magneten Stolln, der Schacht Bergkappe (Schacht 75) im Bereich der alten Bergkappe Fundgrube, der Schacht 76 nordwestlich vom Schacht 47, der Schacht Friedefürst (Schacht 77) im Bereich der Friedefürst Fundgrube, der Schacht Fröschgeschrei (Schacht 130) im Bereich der Fröschgeschrei Fundgrube, der Jäger Schacht (Schacht 131) im Hartmannsdorfer Forst im Bereich von aktenkundigen Altbergbau, der Jugendschacht (Schacht 150) südlich des Schacht 24 geteuft. Der Fronleichnam Stolln (Schacht 175) zum Schacht 130 wurde aufgewältigt.
Weiterhin wurden mehrere alte Schächte wieder aufgewältigt, so der Schindler Schacht (Schacht 72) bis zum Marx-Semler-Stolln, der Hermann Schacht (Schacht 74) in Zschorlau, der Türkschacht (Schacht 83) bis zum Marx-Semler-Stolln, der Leipziger Stolln (Schacht 173), der Treibeschacht der Fundgrube Gesellschaft (Schacht 200) bis zum Marx-Semler-Stolln, und der Treibeschacht der Rappold Fundgrube (Schacht 201). Aufgewältigt wurde auch der Fürstenvertrager Kunstschacht als Schacht 90 zwischen dem Fürstenstolln und 80-Lachter-Strecke.
Neu geteuft wurden der Blindschacht Schacht 24bis im Bereich Schacht 24 zwischen dem Marx-Semler-Stolln und der neu aufgefahrenen −60-m-Sohle und der Blindschacht Schacht 25bis zwischen dem Fürstenstolln und dem Marx-Semler-Stolln. Im Schacht 43, der bis zum Unteren Namen Jesus Stolln mehrfach gebrochenen ist, begann der Abbau auf dem Neuglück Flachen und dem Altvater Flachen. Über einen verstuften Schacht vom Unteren Namen Jesus Stolln wurde der Marx-Semler-Stolln erreicht. Im Revier Siebenschlehen wurde der alte Moritzschacht auf dem Neuglück Flachen zwischen dem Marx-Semler-Stolln und der 48-Lachter-Strecke aufgewältigt.
Zur Beschleunigung der Untersuchungsarbeiten wurde auf dem Katharina Flachen der alte saigere Katharina Neufang Treibeschacht bis zum Fürstenstolln und der tonnlägige Treibeschacht der Grube Oberer Klingelsporn bis zum Marx-Semler-Stolln aufgewältigt. Der Schacht 47 wurde wieder in Betrieb genommen. Weiterhin wurde der Katharina Kunstschacht zwischen dem Marx-Semler-Stolln und der 110-Lachter-Strecke sowie der Paul Schacht zwischen der 58-Lachter-Strecke und der 110-Lachter-Strecke aufgewältigt. Die südlich vom Katharina Gangzug gelegene Grube Eiserner Landgraf wurde bis zum Fürstenstolln aufgewältigt und auf dem sich ebenfalls in diesem Gebiet befindliche Glückwohl Flachen wurde der Glückwohl Schurf bis auf 25 m geteuft. Im Bereich des Schneeberger Stadtberges wurde an der Frauengasse, in der Nähe der alten Hoffnung Fundgrube, der Lorenz Schacht und in der Rödergasse, im Bereich der Arme Witwe Fundgrube, der Schacht Rödergasse geteuft. Da diese beiden Schächte tonnlägig waren, könnte es sich bei diesen Arbeiten aber auch um eine Aufwältigung alter Schächte gehandelt haben. Der Abbau verlief am Stadtberg sehr oberflächennah und es kam immer wieder zu Durchschüssen nach über Tage. In Betrieb gingen der Schacht 25 mit dem Erreichen der 36-Lachter-Strecke, der Schacht 26 mit dem Erreichen der Fürstenstolln-Sohle, der Schacht 50 mit dem Erreichen der 36-Lacher-Strecke und der Schacht 130 mit dem Erreichen des Marx-Semler-Sohle.
Im Jahr 1949 war der flächenmäßige Aufschluss der Lagerstätte Schneeberg weitestgehend abgeschlossen. Der auf dem Fruchtbare Torheit Flachen angesetzte Schurf II wurde als Schacht 268 und das am Schacht 25 auf dem Richtigen Flachen durchgeschossene Überhauen als Schacht 267 bezeichnet.
Am Schacht 130 wurde zwischen dem Fröschgeschrei Stolln und dem Marx-Semler-Stolln der Blindschacht 266 geteuft. In Zschorlau wurde im Bereich eines Altbergbaufeldes der Schurf 18 geteuft. Als Schurf Andreas wurde der Tagesschacht der Andreas Fundgrube aufgewältigt. In Betrieb gingen folgende Schächte mit dem Erreichen ihrer Endteufe: Schacht 72 (auf Marx-Semler-Stolln), Schacht 73 (bei 64 m), Schacht 74 (bei 60 m), Schacht 75 (auf Marx-Semler-Stolln), Schacht 76 (auf 36-Lachter-Strecke), Schacht 77 (auf Fürstenstolln), Schacht 131 (bei 69 m) und Schacht 150 (auf 56-Lachter-Strecke). Weiterhin gingen Blindschacht 24bis und Blindschacht 25bis in Betrieb. Am Schacht 83 begannen die Abbauarbeiten zwischen dem Hahnekräher Stolln und dem Fürstenstolln und die Schachtaufwältigung erreichte den Marx-Semler-Stolln. Die Aufwältigungsarbeiten des Schacht 201 erreichten den Fürstenstolln. Im Grubenfeld Fürstenvertrag wurde mit der Aufwältigung des Fürstenvertrager Treibeschachtes nordöstlich der Zwickauer Straße begonnen.
Da sich die Untersuchungsstrecken des Schacht 77 im Bereich des Alten Mannes bewegten und die Gefahr eines Wassereinbruches bestand, wurde der Pucher-Schacht als Schacht 260 aufgewältigt und mit dem Sümpfen der alten Baue begonnen. Trotzdem kam es zu einem Wassereinbruch, ehe man die alten Baue leergepumpt hatte, in dessen Folge das Grubenfeld vom Schacht 77 absoff und wieder gesümpft werden musste. Während sich der Abbau im unmittelbaren Stadtgebiet immer noch oberhalb der Sohle des Fürstenstolln bewegte (hier war in der Teufe des 1472 erstmals erwähnten Oberen Fürstenstolln (426 m) eine neue Sohle aufgefahren worden), ging der Abbau in den anderen Grubenfeldern weiter in die Tiefe. Im Bereich Fürstenvertrag Flacher und Fruchtbare Torheit Flacher erreichten die Abbaue auf den teilweise neu aufgefahrenen Sohlen inzwischen eine Teufe von 60 m unter der Marx-Semler-Sohle, auf dem St. Georg Flachen die 40-Lachter-Strecke und auf dem Katharina Flachen die 120-Lachter-Strecke. Im Gebiet zwischen Schacht 43 und Schacht 11 bewegte sich der Abbau zwischen dem Niveau des Oberen Namen-Jesus-Stolln und der 24-Lachter-Strecke. Im Bereich Schacht 24 wurde der ab der Marx-Semler-Sohle tonnlägige Schacht 72 saiger bis zur −60-m-Sohle weitergeteuft. Durch den Abbau tauber Gangflächen in großem Umfang sank das Ausbringen auf 0,112 kg/m² Gangfläche.
Im Jahr 1950 war der Höhepunkt des Uranbergbaues überschritten. Anfang des Jahres wurden die Schächte 36, 37 und 47 abgeschrieben und die Schächte 73, 74, 75, 76, 77 und 83 in die Erkundung überführt. Die vorhandenen Erzvorräte waren abgebaut und man erhoffte sich auf tieferen Sohlen einen Vorratszuwachs. Diese Hoffnung erfüllte sich nur beim Schacht 83. Hier begann man mit großräumigen Auffahrungen im Niveau Tiefer Fürstenstolln und Marx-Semler-Stolln. Die Auffahrung der −30-m-Sohle wurde über ein Gesenk auf dem Gang Gute Hoffnung begonnen und die Abbauarbeiten bewegten sich zwischen dem Niveau Hahnekräher Stolln und Marx-Semler-Stolln. Alle anderen Schächte, wie auch Schacht 131, wurden zum 1. September abgeschrieben. Zur gleichen Zeit wurden Schacht 11, Schacht 26, Schacht 130 und Schacht 150 in die Erkundung überführt. Das Objekt 03 wurde aufgelöst und dem Objekt 09 unterstellt. Der Schacht 26 wurde bis zum Niveau Marx-Semler-Sohle geteuft. Im südöstlichen Grubenfeld wurden die Untersuchungsarbeiten intensiviert. Der Treibeschacht der Grube Wolfgang Maaßen wurde bis zum Marx-Semler-Stolln aufgewältigt, und von dort aus der Wolfgang Spat und die nördlich gelegene Grube Auferstehung Christi auf der Marx-Semler-Sohle untersucht. Im Feld Schacht 43 begann der Abbau unterhalb der Marx-Semler-Sohle auf den direkt im Granit aufsetzenden Gängen Granit, Oktober und Dezember. Im Grubenfeld Schacht 3 hatte der Abbau inzwischen die 80-Lachter-Strecke erreicht.
Im Jahr 1951 wurden die Untersuchungs- und Abbauarbeiten auf den tieferen Sohlen fortgesetzt. Der Schacht 10 wurde bis auf seine tiefste Sohle, die 48-Lachter-Strecke aufgewältigt. Durch öffnen der Schieber von zwei Verspünden auf der 90-Lachter-Strecke am Schacht 24 versuchte man, das Wasser aus dem Grubenfeld Gesellschaft abzulassen. Aufgrund der großen Wassermengen konnte das nur an Wochenenden realisiert werden. Das Wasser floss vom Verspünden auf der 110-Lachter-Strecke zum Schacht 3 und wurde dort auf den Marx-Semler-Stolln gehoben und über diesen abgeführt. Im Grubenfeld Schacht 3 erreichte der Abbau die 140-Lachter-Strecke und im Bereich der Andreas Fundgrube erreichten die Arbeiten den Marx-Semler-Stolln. Der auf dem Gang Fern bauende Schurf 18 erreichte eine Teufe von 100 m. Die Abbauarbeiten am Schacht 83 bewegten sich zwischen dem Niveau Fürstenstolln und der −30-m-Sohle. Nach dem Riss des Förderseiles und dem Absturz des Skip wurden die Arbeiten auch auf dem Schacht 11 eingestellt. Der Schacht 26 wurde nach Abbau der Vorräte auf dem einzigen bebauten Gang Nadjeschda abgeworfen. Eingestellt wurden auch die Arbeiten auf dem Schacht 150. Die Aufwältigungsarbeiten am Fürstenvertrager Treibeschacht wurden bei 32 m Teufe im Januar 1951 eingestellt, ohne dass der Altbergbau erreicht wurde.
Im Jahr 1952 erreichte man auf dem Schacht 3 die 155-Lachter-Strecke und im Revier Fürstenvertrag die 120-Lachter-Strecke. In dem weiter geteuften Schacht 130 wurde die −60-m-Sohle aufgefahren, die Auffahrung der −40-m-Sohle begonnen und über das Gesenk 8 die −90-m-Sohle angeschlagen. Der Schacht 83 wurde bis zur tiefsten Sohle des Schachtes und des Grubenfeldes, der 3. Gezeugstrecke aufgewältigt. Diese Strecke wurde als −120-m-Sohle zur Hauptfördersohle ausgebaut und der Vortrieb zu den neu entdeckten Gängen begonnen. Gleichzeitig wurde mit der Auffahrung der −60-m-Sohle begonnen, die von der Marx-Semler-Sohle aus über ein auf dem Gang Erika geteuftes Gesenk erreicht wurde. Die Abbauarbeiten bewegten sich in dieser Zeit zwischen der Tiefen Fürstenstolln-Sohle und der −30-m-Sohle. Auch die Untersuchungsarbeiten im südöstlichen Grubenfeld wurden weiter geführt.
Vom Schacht 24 aus wurde die 60-Lachter-Strecke bis zum Schacht 201 und weiter südlich bis zum Priester Schacht aufgewältigt. Der Schacht 201 selber wurde bis zum Marx-Semler-Stolln aufgewältigt. Auf dem Andreas Schacht wurde die Untersuchung der Marx-Semler-Sohle fortgesetzt. Am Ende des Jahres 1952 wurden die Schacht 9 und Schacht 25 sowie der Schurf 18 abgeschrieben. Mit der Einstellung des Betriebes auf dem Schacht 24 wurde auch der Versuch aufgegeben, die unter Wasser stehenden Grubenbaue im Grubenfeld Gesellschaft zu sümpfen. Bedingt durch die durchgeführten Erkundungsarbeiten überstieg der Vorratszuwachs an Erz erneut die Vorratslöschung.
Im Jahr 1953 wurde im Revier Schacht 130 ein Querschlag vom Schacht 3 auf der −120-m-Sohle vorangetrieben, die Auffahrungen auf der −90-m-Sohle, der −60-m-Sohle, und der −40-m-Sohle fortgesetzt und die −20-m-Sohle angeschlagen. Im Schacht 83 wurde die Auffahrung der −120-m-Sohle fortgesetzt. Die Abbauarbeiten bewegten sich nun zwischen der Tiefen Fürstenstolln-Sohle und der −60-m-Sohle. Im Feld Schacht 3 wurde weiterhin Bergarbeiten bis zur 155-Lachter-Strecke durchgeführt. Im Revier von Schacht 43 und Schacht 72 wurden die Arbeiten zwischen der Marx-Semler-Sohle und der 48-Lachter-Strecke weitestgehend abgeschlossen und anschließend das Revier einer nochmaligen Revision unterzogen. Der Schacht 43 wurde in deren Folge abgeschrieben. Im südöstlichen Grubenfeld wurde zur Beschleunigung der Arbeiten der Treibeschacht der Auferstehung Christi Fundgrube aufgewältigt und als Schurf Freundschaft bezeichnet. Die Arbeiten dort erreichten bis zum Jahresende eine Teufe von 100 m. Von Wolfgang Maaßen aus wurde die Untersuchung der Gänge auf dem Marx-Semler-Stolln weiter geführt.
Im Jahr 1954 wurden im Schacht 83 mit dem Aufschluss der −90-m-Sohle begonnen. Abbau fand nun zwischen der Marx-Semler-Sohle und der −90-m-Sohle statt. Im Schacht 130 wurde der Querschlag verlängert und der Blindschacht 130bis auf die −180-m-Sohle geteuft. Aufgefahren wurden die −180-m-Sohle, −120-m-Sohle, −90-m-Sohle, −40-m-Sohle und −20-m-Sohle. Die Untersuchungsarbeiten im Gebiet der Auferstehung Christi Fundgrube und Wolfgang Maaßen wurden zwischen dem Fürstenstolln und dem Marx-Semler-Stolln, sowie im Gebiet Priester Schacht zwischen dem Fürstenstolln und der 60-Lachter-Strecke fortgesetzt. Nach der Erschöpfung der Vorräte wurde der Schacht 10 abgeschrieben und im Schacht 72 der Betrieb eingestellt. Nach dem Hochwasser vom 10. Juli 1954, in dessen Verlauf das Grubengebäude bis zur 110-Lachter-Strecke absoff, wurden alle Revisionsarbeiten eingestellt und die Vorräte unter der 155-Lachter-Strecke abgeschrieben. Der Schacht 50 wurde abgeschrieben und auf dem Schacht 3 der Betrieb eingestellt. Zum Jahresende arbeiteten im Revier nur noch Schacht 83 und Schacht 130.
Im Jahr 1955 wurden auf dem Schacht 83 zwischen der −30-m-Sohle und der −120-m-Sohle Abbauarbeiten durchgeführt. Zum 1. Januar wurden im Schacht 130 alle Vortriebsarbeiten eingestellt und der Schacht nach dem Abbau der Restvorräte im Herbst abgeschrieben. Ab Mai 1955 begann man in den Feldern von Schacht 72 und Schacht 83 auf bisher nicht abgebauten Gangteilen mit dem Abbau von BiCoNi-Erzen. Es fand ein selektiver Abbau auf den Gängen Sehet Auf Flacher, Neuglück Flacher (Schacht 72) und wahrscheinlich Victoria Flacher sowie Erika Flacher (Schacht 83) statt. 1956 wurde im Schacht 83 die −150-m-Sohle aufgefahren. Es ist die einzige Sohle in Schneeberg, mit der der bis dahin tiefste Abbau der „Alten“ unterschritten wurde. Abbau fand nun zwischen der −30-m-Sohle und der −120-m-Sohle statt. Die Arbeiten im Objekt 03 wurden am 1. Juni 1956 eingestellt, ohne dass die Erkundung beendet und die erschlossenen Erzvorräte abgebaut wurden. Damit endeten die Bergarbeiten der SDAG Wismut im Schneeberger Revier. Schacht 3, Schacht 24, Schacht 72 und Schacht 83 wurden am 1. August 1956 vom Ministerium für Schwerindustrie der DDR als Betriebsabteilung Schneeberg dem VEB Wolfram-Zinnerz Pechtelsgrün zum weiteren Abbau von Buntmetallerzen übergeben. Der Schacht 72 war dazu noch 1956/57 von der SDAG Wismut als Hauptförderschacht ausgebaut worden.
Beginnend im September 1956 wurden bis zum 30. Juni 1957 Untersuchungsarbeiten zur Bauwürdigkeit der vorhandenen BiCoNi-Vererzung vorgenommen. Diese Arbeiten wurden durch den Werksgeologen von Pechtelsgrün, ab dem Jahr 1957 auch mit Unterstützung der VEB Bleierzgruben Freiberg sowie der Bergakademie Freiberg durchgeführt. Die nachgewiesenen Vorräte an BiCoNi-Erzen betrugen knapp 1 Million m² bauwürdige Gangfläche in den Vorratsklassen B, C1 und C2. Davon waren 82,5 Prozent C2 Vorräte. In der Verteilung auf die Grubenfelder entfielen allein 78,5 Prozent auf den Schacht 83. Noch vor der Vorlage des abschließenden Untersuchungsberichtes wurde der Bergbau im März 1957 mit einem Ministerratsbeschluss zum 1. Juli 1957 stillgelegt. Zur Kontrolle der Wasserführung auf dem Marx-Semler-Stolln, wurde der Schacht 3 noch offen gehalten und erst im Jahr 1972 mit einer Betondecke verschlossen. Der Schacht 72 wurde verwahrt und auf dem Gelände befindet sich heute die Bergsicherung Sachsen GmbH. Auf dem Gelände des Schacht 83 befand sich bis zum November 1957 der Sitz der am 1. Juli 1957 gegründeten Bergsicherung Schneeberg. Nach der Verlagerung des Sitzes auf das Gelände vom Schacht 3 wurden alle Gebäude vom Schacht 83 abgerissen. Nur der Förderturm blieb erhalten und steht heute unter Denkmalschutz. Das Ensemble vom Schacht 24 sollte als Kulturdenkmal erhalten bleiben, wurde jedoch durch die Stadt Schneeberg abgerissen und auf dem Gelände im Jahr 1970 ein Wasserwerk errichtet.

### Eingesetzte Fördertechnik
Die aus dem Altbergbau stammenden Schächte waren bis auf Schacht 24 und Schacht 72 tonnlägig und hatten recht kleine lichte Querschnitte von 3,1 m² bis 5,4 m². Ein Personen- und Materialtransport mittels Seilfahrung war hier nicht möglich. Die Förderung über diese Schächte erfolgte mittels Skipanlagen. Auf Schacht 3, Schacht 10, Schacht 11, Schacht 24 und Schacht 47 waren bei der Übernahme der Schächte bereits elektrische Förderanlagen der Sachsenerz Bergwerks AG installiert. Die neu geteuften Schächte Schacht 25, Schacht 26, Schacht 50, Schacht 73, Schacht 75, Schacht 77, Schacht 130, Schacht 131 und Schacht 150 waren so genannte Typenprojekte mit einem einheitlichen lichten Querschnitt von 8,5 m², rechteckigem Ausbruch und Bolzenschrotausbau. Bedingt durch die Holzfördertürme und die eingesetzten Fördermaschinen vom Typ TM 23, war die Förderung auf eine Höchstfördergeschwindigkeit von 5 m/s bei einem Hunt im Fördergestell beschränkt. Über den Schacht 76 mit einem lichten Querschnitt von 12,0 m² konnten zwei Hunte im Fördergestell gefördert werden.
In der horizontalen Förderung auf vielen Sohlen des Altbergbaus, aber auch bei einigen Neuauffahrungen (z. B. im Bereich Schacht 37), wurden Stirnkipper mit einer Spurweite von 300 mm und einem Volumen von 0,25 m³ eingesetzt. Wo es die Auffahrungsbreite zuließ, wurde das Schienenmaß auf 450 mm und 600 mm vergrößert. Hier kamen dann Stirn- und Seitenkipper mit einem Volumen von 0,44 m³ zum Einsatz.
Die Ladearbeit wurde in den ersten Jahren per Hand durchgeführt. Dort, wo es der Streckenquerschnitt erlaubte, wurden ab 1951 die ersten Wurfschaufellader vom Typ PML 3 eingesetzt.
Die beiden vorhandenen Akkuloks wurden mit hoher Wahrscheinlichkeit auf dem vorhandenen Streckennetz auf der 110-Lachter-Strecke eingesetzt.
Als weitere Zugmittel in dieser Zeit kamen schon vereinzelt Akkuloks vom Typ EGS Karlik zum Einsatz, die ab 1947 von der Bleichert Transportanlagenfabrik der AG „Transmasch“ Leipzig gebaut wurden. Die Akkulok wog 2,2 Tonnen und verfügte über eine Anzugskraft von 2 KN bei einer Höchstgeschwindigkeit von 5,9 km/h. Ab Anfang der 1950er-Jahre wurden dann wahrscheinlich auch Akkuloks vom Typ Metallist aus dem BBA Aue (vormals „Hiltmann & Lorenz“) eingesetzt. Diese Akkulok wog 2,9 Tonnen und verfügte über eine Anzugskraft von 2,1 KN bei einer Höchstgeschwindigkeit von 6 km/h. Sie war mit ihrer geringen Breite (780 mm) und einem befahrbaren Kurvenradius von 5 m bestens für die kleinen Streckenquerschnitte und engen Kurvenradien geeignet. Analog dazu wurden auch größere Hunte mit einem Volumen von 0,60 m³ eingesetzt.

### Wasserhaltung
Die zentrale Wasserhaltung des Schneeberger Reviers befand sich im Jahr 1945 am Schacht 3 auf der 113-Lachter-Strecke und 110-Lachter-Strecke. Hier förderten drei Pumpen mit einer Gesamtleistung von 195 m³/h das Wasser auf das Niveau des Marx-Semler-Stolln.
Eine weitere Wasserhaltung befand sich am Schacht 24 auf der 90-Lachter-Strecke und der 110-Lachter-Strecke. Hier förderten zwei Pumpen mit einer Gesamtleistung von 75 m³/h das Wasser auf die 50-Lachter-Strecke. Von hier aus wurden die Wässer mittels einer weiteren Pumpe bis nach über Tage befördert. Nach dem Durchschlag zwischen dem Grubenfeldern Beust und Neujahr auf der 110-Lachter-Strecke wurde die Wasserhaltung im Schacht auf dieser Sohle eingestellt.
Bis zur Beendigung des Bergbaues im Objekt 03 wurde die Zentrale Wasserhaltung am Schacht 3 beibehalten. Am Schacht 24 gab es auf der 90-Lachter-Strecke eine Reservewasserhaltung zur Entlastung der zentralen Wasserhaltung am Schacht 3, die einmal in der Woche betrieben wurde. Eine weitere Wasserhaltung zur Entlastung der zentralen Wasserhaltung befand sich auf der 36-Lachter-Strecke am Schacht 50 und war im Normalfall nur einschichtig in Betrieb.
Über eine eigene Wasserhaltung verfügten Schacht 26, Schacht 72, Schacht 76, Schacht 77, Schacht 83 und Schacht 130. Während am Schacht 72 (von der 48-Lachter-Strecke), am Schacht 76 (von der 36-Lachter-Strecke), am Schacht 83 (von der −120-m-Sohle) und am Schacht 130 (von der −180-m-Sohle) die Wässer über den Marx-Semler-Stolln abgeführt wurden, wurden am Schacht 26 die Wässer vom Niveau Marx-Semler-Stolln auf den Griefner Stolln gehoben und am Schacht 77 vom Niveau Fürstenstolln bis nach über Tage.
Da die Schächte Schacht 36, Schacht 37, Schacht 200, Schacht 201, Schacht 260, Auferstehung Christi, Andreas und Wolfgang Maaßen nur bis zum jeweils tiefsten wasserlösenden Stolln aufgewältigt wurden, war dort keine eigene Wasserhaltung notwendig.

### Haldenwirtschaft
Die aus der Zeit des Altbergbaues stammenden Halden waren ebenfalls Ziel der Suche nach Uran. Von insgesamt 286 untersuchten Halden wurden aber nur 18 in die detaillierte Erkundung übernommen. Daraufhin wurden 4 Halden auf der Erzsuche komplett abgetragen. Dazu gehören u. a. die Halden von Schacht 43 und Schacht 37.
Da sich die Schächte des Objektes teilweise im Stadtgebiet von Schneeberg befanden, war zur Haldenschüttung wenig bzw. kein Platz vorhanden. So wurden die Massen des Schachtes 3 über eine Haldenbahn auf ein Gelände zwischen der Gleesbergstraße und dem Köhlerweg verbracht. Auch die anfallenden Massen von Schacht 9 und Schacht 25 mussten mit einer Haldenbahn auf ein Gelände zwischen der heutigen B 93 und dem Oberen Krankenhausweg transportiert werden.
Bedingt durch ihre Hanglage war es an Schacht 10, Schacht 11, Schacht 24, Schacht 47, Schacht 72, Schacht 77, Schacht 83, Schacht 130 und Schacht 150 möglich, Tafelhalden zu schütten. An den anderen Schächten wurden Terrakonik-Halden mit einem Kegel (Schacht 26, Schacht 50 und Schacht 75) bzw. mit zwei Kegeln (Schacht 3, Schacht 25, und Schacht 76) geschüttet. Nach Einstellung der Bergarbeiten wurden die Halden von Schacht 3, Schacht 25, Schacht 26, Schacht 50, Schacht 75, Schacht 77 und Schacht 83 zum Teil zur Schottergewinnung abgetragen und der Rest anschließend planiert und begrünt. Die Halden von Schacht 10, Schacht 11, Schacht 47, Schacht 76 und Schacht 130 wurden in den 1970er-Jahren abgeflacht und begrünt. Die Halde vom Schacht 72 wurde erst in jüngster Zeit rekultiviert. Nur die Halde des Schacht 24 ist in ihrer ursprünglichen Form weitestgehend erhalten geblieben.